# Ambtenarenwet 2017
De Ambtenarenwet is een Nederlandse wet die voor het eerst is vastgesteld in 1929 en per 1 januari 2020 ingrijpend is gewijzigd door de Wet normalisering rechtspositie ambtenaren (Wnra), waarbij ook de citeertitel is gewijzigd in Ambtenarenwet 2017.
Doel is het regelen van de rechtspositie van de ambtenaar. 
Per 1 januari 2020 is het volgende veranderd: 
1. De aard van de arbeidsrelatie: 
- bij de oude Ambtenarenwet was dat een (eenzijdige) aanstelling;
- bij de Ambtenarenwet 2017 een (tweezijdige) arbeidsovereenkomst;

2. De organisatie waar de ambtenaar werkzaam was, is veranderd:
- bij de oude Ambtenarenwet moest die tot de openbare dienst behoren (alle diensten en bedrijven door de Staat en de openbare lichamen beheerd, maar met wie niet een arbeidsovereenkomst naar burgerlijk recht was gesloten);
- bij de Ambtenarenwet 2017 moet het een overheidswerkgever zijn. Niet alle overheidswerkgevers behoren tot de openbare dienst, en andersom.

De zogeheten overheidswerkgever sluit met bepaalde functionarissen nog altijd geen arbeidsovereenkomst. Zo zijn ministers en burgemeesters van de wet uitgezonderd. Voor hen gelden nog altijd afwijkende publiekrechtelijke regelingen.  
Consequentie van de publiekrechtelijke rechtspositie van de ambtenaar, ten opzichte van iemand met een arbeidsovereenkomst, was: 
- de rechtsbescherming liep via de Algemene wet bestuursrecht en dus via bezwaar- (bezwaaradviescommissie) en beroepsprocedures (bestuursrechter),  in plaats van de kantonrechter
- arbeidsvoorwaarden waren opgenomen in publiekrechtelijke regelingen (zoals het, inmiddels ook vervallen, Algemeen Rijksambtenarenreglement) in plaats van een cao

## Uitvoering door overheidswerkgevers
De Ambtenarenwet 2017 verplicht de overheidswerkgever tot:
- het laten afleggen van een ambtseed of -gelofte bij indiensttreding van de ambtenaar
- openbaarmaking van nevenfuncties van bepaalde ambtenaren
- een klokkenluidersregeling

Nadere bepalingen zijn geregeld in het Uitvoeringsbesluit Ambtenarenwet 2017.

## Kosten en middelen
In 2011 is berekend dat het omzetten van de ambtenarenstatus naar arbeidsovereenkomsten met het wetsvoorstel Koşer Kaya/Van Hijum (Wet normalisering rechtspositie ambtenaren) eenmalige kosten van € 53,0 tot 186,3 miljoen zouden zijn gemoeid en jaarlijkse baten van € 6,6 tot 21,9 miljoen (SEO-rapport nr. 2011-34, Update kosten en baten van harmonisatie van de rechtspositie van overheidspersoneel, p. 37). Dit zou, aldus het onderzoeksbureau, vooral zitten in besparingen op de rechtspraak en
door deregulering. 